# Dabir
Dabir (Canaán, c. siglo XV a. C.-Canaán, 1451 a. C.) fue un rey amorreo y uno de los cuatro monarcas convocados por Adonisedec para oponerse a los hebreos. Josué, tras vencer a sus fuerzas en la batalla donde, según la´biblia, detuvo el sol, fue responsable de la muerte de estos reyes.

## Contexto histórico
Después de que los israelitas cruzaran el Jordán y comenzaran a conquistar la tierra prometida, enfrentaron la resistencia de varios reyes amorreos, incluido Eglón. El rey de Jerusalén, Adonisedec, lideró una coalición de reyes amorreos contra Gabaón, una ciudad que había hecho un pacto con los israelitas. Los gabaonitas pidieron ayuda a Josué y los israelitas se unieron a la batalla para defender a sus aliados.  
En la batalla que siguió, Josué y los israelitas infligieron una derrota significativa a los amorreos. Durante la lucha, Dios intervino y arrojó grandes piedras desde el cielo, causando más bajas entre los amorreos que las espadas de los israelitas, los reyes amorreos se escondieron en una cueva, donde Josué los ejecutó. Los amorreos huyeron y durante la persecución, Josué llegó a la ciudad de Eglón.
Según el relato bíblico, Josué y los israelitas atacaron Eglón, mataron a su ejército y capturaron la ciudad. Después de la victoria, Josué se enfrentó directamente a Eglón. En Josué 10:14 (RVR1960), se menciona: «Y no hubo día como aquel, ni antes ni después, en que Jehová oyera la voz de un hombre, porque Jehová peleaba por Israel». Este evento es un ejemplo de la intervención divina en apoyo de los israelitas en su conquista de la tierra prometida.